# Trai tai nghé
Trai tai nghé hay trai tai gấu (danh pháp khoa học: Hippopus hippopus) là loài nhuyễn thể hai mảnh của vùng biển nhiệt đới thuộc phân họ Trai tai tượng (Tridacninae) trong họ Cardiidae.

## Phân bố
Loài này được tìm thấy tại Australia, Indonesia, Kiribati, Malaysia, Quần đảo Marshall, Micronesia, Myanmar, New Caledonia,, Palau, Papua New Guinea, Philippines, Singapore, Quần đảo Solomon, Tuvalu, Vanuatu.
Có lẽ đã tuyệt chủng tại Samoa thuộc Mỹ, Fiji, Guam, Nhật Bản (quần đảo Lưu Cầu), Quần đảo Bắc Mariana, Samoa, Đài Loan, Tonga. Không chắc chắn có tại Ấn Độ (quần đảo Andaman và Nicobar), Thái Lan.
Sách đỏ Việt Nam năm 2007 cho rằng loài này có trong khu vực quần đảo Trường Sa, với phân hạng VU A1c,d.

## Thư viện ảnh

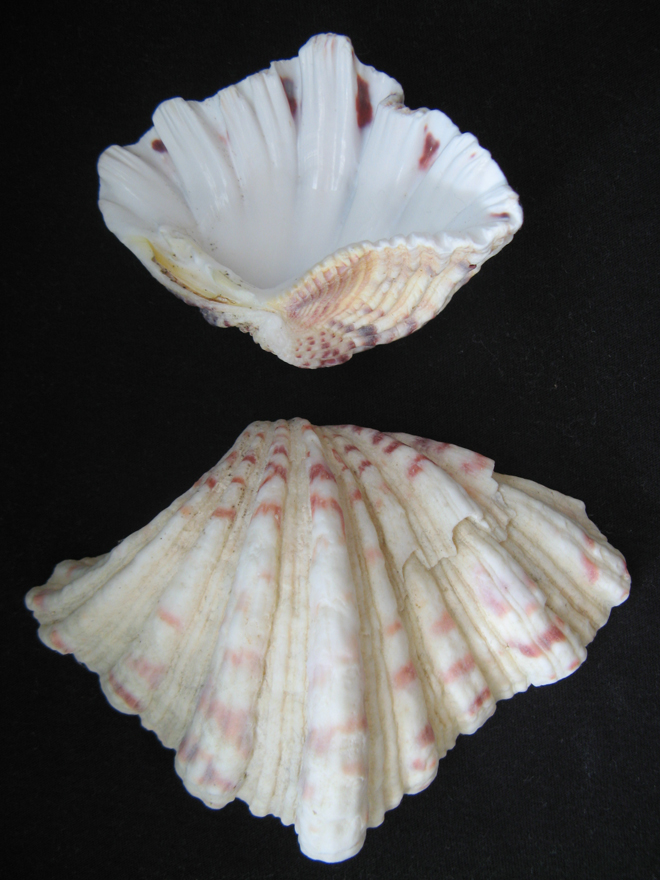
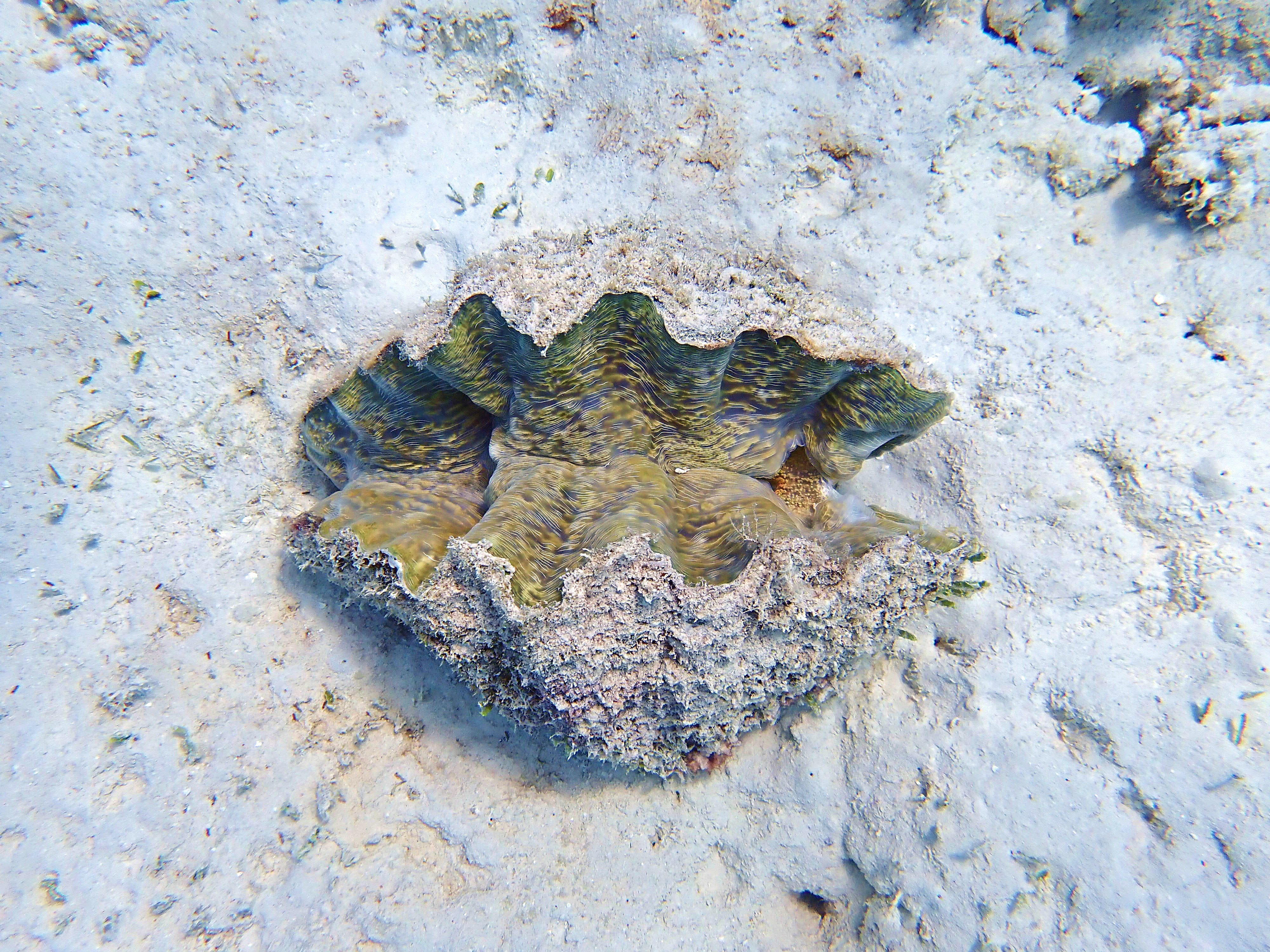